# Shadows and Tall Trees
"Shadows and Tall Trees"' (en español: "Sombras y Árboles Altos") es la última canción del disco de debut de U2, Boy (1980).
La canción está inspirada en el libro de William Golding "El señor de las moscas"; concretamente "Shadows and Tall Trees" es el título del capítulo 4.

## En directo
- Tocada por primera vez el 20 de marzo de 1978 en el Church Hall, Dublín, Irlanda.
- Tocada por última vez el 27 de julio de 1980 en Lexip Castle, Dublín, Irlanda.

Esta canción ha sido interpretada en directo al menos 13 veces.